# 新华西路街道 (成都市)
新华西路街道，是中华人民共和国四川省成都市青羊区曾经下辖的一个街道。2019年12月，青羊区调整部分街道行政区划。撤销新华西路街道，将原新华西路街道和原太升路街道小关庙社区、玉沙路社区玉沙路中心线以北、德盛路社区德盛路中心线以北行政区域划归草市街街道管辖。
调整后，草市街街道辖八宝街社区、宁夏街社区、通锦桥路社区、小关庙社区、文殊院社区、双眼井社区和玉沙路社区玉沙路中心线以北、德盛路社区德盛路中心线以北、玉带桥社区文武路中心线以北行政区域，草市街街道办事处驻王家塘巷1号。

## 行政区划
新华西路街道下辖以下地区：
八宝街社区、通锦桥路社区和宁夏街社区。